# Meioneta falcata
Meioneta falcata là một loài nhện trong họ Linyphiidae.
Loài này thuộc chi Meioneta. Meioneta falcata được miêu tả năm 1995 bởi Li & Zhu.